# Lukas Jacobs
Lukas Jacobs (Kalmthout, 29 september 1968) is een Belgisch politicus voor CD&V.

## Levensloop
Lukas Jacobs is de zoon van Fa Jacobs, voormalig schepen en OCMW-voorzitter van de Kempense gemeente.
Hij studeerde communicatiewetenschappen en was nadien journalist bij Gazet van Antwerpen. Via de jeugdbeweging en de jeugdraad kwam hij voor het eerst in contact met het gemeentelijk beleid. Lukas stelde zich de eerste maal kandidaat in 1994 en werd verkozen. Hij werd fractieleider voor de CVP en begin 1998 schepen. In 2001 werd hij burgemeester van de gemeente Kalmthout omdat zijn voorganger Dirk Erreygers niet in een coalitie met de VLD wilde stappen.
Bij de gemeenteraadsverkiezingen van 2006 kreeg hij 3700 voorkeurstemmen, bij de verkiezingen van 2012 behaalde hij er 3404.
Hij is gehuwd en heeft twee kinderen.